# Episodi di Squadra Speciale Vienna (dodicesima stagione)
La dodicesima stagione della serie televisiva Squadra Speciale Vienna è stata trasmessa in anteprima in Austria dalla ORF tra il 22 novembre 2016 e il 31 ottobre 2017.
| nº | Titolo originale          | Titolo italiano | Prima TV Austria | Prima TV Italia |
| -- | ------------------------- | --------------- | ---------------- | --------------- |
| 1  | Tigran der Unsichtbare    |                 | 22 novembre 2016 |                 |
| 2  | Ausgeklinkt               |                 | 29 novembre 2016 |                 |
| 3  | Hangover                  |                 | 6 dicembre 2016  |                 |
| 4  | Auf ewig                  |                 | 13 dicembre 2016 |                 |
| 5  | Außer Kontrolle           |                 | 13 dicembre 2016 |                 |
| 6  | Natalies Schweigen        |                 | 3 gennaio 2017   |                 |
| 7  | Freunderlwirtschaft       |                 | 3 gennaio 2017   |                 |
| 8  | Dicke Luft                |                 | 17 gennaio 2017  |                 |
| 9  | Der falsche Mann          |                 | 17 gennaio 2017  |                 |
| 10 | Über den Dächern von Linz |                 | 31 gennaio 2017  |                 |
| 11 | Der Praktikant            |                 | 31 gennaio 2017  |                 |
| 12 | Dirnbergers Dinner        |                 | 7 febbraio 2017  |                 |
| 13 | Ein hoher Preis           |                 | 7 febbraio 2017  |                 |
| 14 | Der Finger am Abzug       |                 | 17 ottobre 2017  |                 |
| 15 | Himmel voller Sterne      |                 | 24 ottobre 2017  |                 |
| 16 | 3, 2, 1... Mord           |                 | 31 ottobre 2017  |                 |